# Paluxy
Paluxy (anglicky Paluxy River) je severoamerická řeka, tekoucí na území amerického státu Texas.

## Průběh toku
Vzniká soutokem Severní a Jižní Paluxy u texaského města Bluff Dale, poté protéká v délce 47 km a ústí do řeky Brazos nedaleko města Glen Rose v kraji Somerwell.

## Dinosauří stopy
Řeka je celosvětově známá díky proslulým horninám s dinosauřími stopami a jejich sériemi nedaleko Glen Rose. V místních sedimentech spodnokřídového stáří (stáří asi 113 milionů let) na území dnešního Dinosaur Valley State Park byly již na začátku 20. století objeveny fosilní otisky stop velkých sauropodních i teropodních dinosaurů. Jejich výzkumem se proslavil zejména paleontolog Roland T. Bird. Slavné jsou například série stop dvou dinosaurů (dravého teropoda a býložravého sauropoda), zobrazující možná útok prvního z nich na druhého zmíněného - možná se jedná o jakýsi paleontologický záznam dávného lovu. Původci stop mohli být dinosauři příbuzní rodům Acrocanthosaurus a Sauroposeidon.
V pozdější době se zdejší fosilie staly objektem zájmu kreacionistů "Mladé Země". Ti spatřovali v některých "ploskochodných" stopách menších dravých dinosaurů stopy člověka a tvrdili, že lidé a dinosauři žili společně. To je však veškerou paleontologickou evidencí vyvráceno. Bylo dokonce zjištěno, že někteří lidé zde občas stopy uměle vyrývali do podloží.